# Rie Yasumi
Rie Yasumi(en japonés: やすみ りえ, Kobe, 1 de marzo de 1972) es una poetisa senryū japonesa. Su nombre real es Rieko Yasumi(休 理英子) y estudió en la Universidad Otemae